# فيلانوفا سول أردا
فيلانوفا سول أردا (بالإيطالية: Villanova sull'Arda)‏ هي بلدية في مقاطعة بياتشنزا في إقليم إميليا رومانيا الإيطالي.

## السكان
في سنة 1861 بلغ عدد السكان 2٬828 نسمة، وتطور العدد ليصل في سنة 2011 لـ 1٬936 نسمة.
يظهر هذا المخطط البياني تطور النمو السكاني لـ فيلانوفا سول أردا